# Joaquín Baranda
Joaquín Baranda y Quijano (Mérida, Yucatán; 7 de mayo de 1840-Ciudad de México; 21 de mayo de 1909) fue un político, escritor, historiador y profesor mexicano, hijo de Pedro Sainz de Baranda y Borreiro y de doña Joaquina de Quijano y Cosgaya. Fue hermano del general Pedro Baranda, quien jugó un papel importante en la erección de los Estados de Campeche (1862) y Morelos (1869), siendo el primer gobernador de este último estado. Fue también tío abuelo de José María Pino Suárez quien sería vicepresidente de México (1911-1913) 
Joaquín Baranda hizo sus estudios en Campeche y se graduó como abogado en 1862. Fue el creador de la Procuraduría General de la República y de la Normal de Profesores; diputado del Congreso de la Unión, presidente del Supremo Tribunal de Justicia, gobernador de Campeche de 1871 a 1877 y secretario de Justicia e Instrucción Pública en el gobierno de Porfirio Díaz.

## Intervención francesa y docencia
Durante la Intervención francesa estuvo preso en Sisal y en Mérida. Cuando recobró la libertad se radicó en Campeche en cuyo Instituto Campechano dio la cátedra de literatura. En 1866 publicó entonces su Discurso sobre la poesía mexicana.

## Carrera política
Siendo diputado por Campeche inició su larga carrera política. Hacia 1872 fue elegido gobernador de Campeche. En 1875, fue reelecto para el periodo siguiente, pero no terminó su administración por oponerse al Plan de Tuxtepec. Durante su gobierno se expidió la Ley sobre instrucción primaria obligatoria y se procuró la mejora de caminos vecinales. En 1881 fue elegido senador por el Distrito Federal. 
En septiembre de 1882 el presidente Manuel González Flores lo designó ministro de Justicia e Instrucción Pública, cargo que desempeñaría por casi dos décadas; incluyendo varios periodos como Ministro del general Don Porfirio Díaz. Durante este tiempo la educación en México progresó notablemente. En esta fecunda labor contó con la colaboración de destacados intelectuales como Enrique Rébsamen, Ignacio Manuel Altamirano, Ezequiel A. Chávez y su paisano don Justo Sierra Méndez. Juntos y con el apoyo de otros especialistas lograron la fundación de la Escuela Normal Nacional de Maestros así como que se reconociera el derecho a la educación primaria gratuita, laica y obligatoria. La materialización de esto último ha llevado varias décadas siendo hasta el período de Adolfo de la Huerta con José Vasconcelos a la cabeza de la Secretaría de Educación cuando se dieron avances significativos. 
El 28 de julio de 1898, en representación del presidente Porfirio Díaz, Baranda, inauguró el ferrocarril de Mérida a Campeche. Ingresó en la Academia Mexicana de la Lengua en 1894 como miembro numerario, ocupó la silla XIII sesionando en las instalaciones de la Biblioteca Nacional. En 1892, siendo aún ministro, devolvió al Museo Nacional un documento histórico pintado en el siglo XVII proveniente de la Mixteca y que se encontraba en la Biblioteca Nacional, el cual fue llamado por este motivo Códice Baranda.
Escribió La cuestión de Belice, obra publicada en Campeche, en 1875. También una historia de Campeche llamada Recordaciones Históricas en dos tomos. El segundo tomo lo terminó y editó su hijo, Perfecto Baranda MacGregor, en 1913.
Sus discursos más notables, pronunciados en ceremonias cívicas y culturales, fueron publicados en dos colecciones: Algunos Discursos Patrióticos (Talleres de la Escuela Nacional de Artes y Oficios para Hombres, México, 1899) y Discursos. Artículos Literarios (Imprenta de V. Agüeros, editor, México, 1900, Biblioteca de Autores Mexicanos vol. 29) Se recuerdan en especial el pronunciado en honor de Cristóbal Colón el 12 de octubre de 1887, en una sesión solemne de la Unión Iberoamericana que presidió el general Porfirio Díaz; así como el que pronunció con motivo de las fiestas del Centenario del Descubrimiento de América y las oraciones fúnebres en honor del general González, de Zarco, etc. Don Joaquín Baranda murió en la Ciudad de México el 21 de mayo de 1909. Sus restos reposan en la Rotonda de las Personas Ilustres.

## Recordaciones Históricas

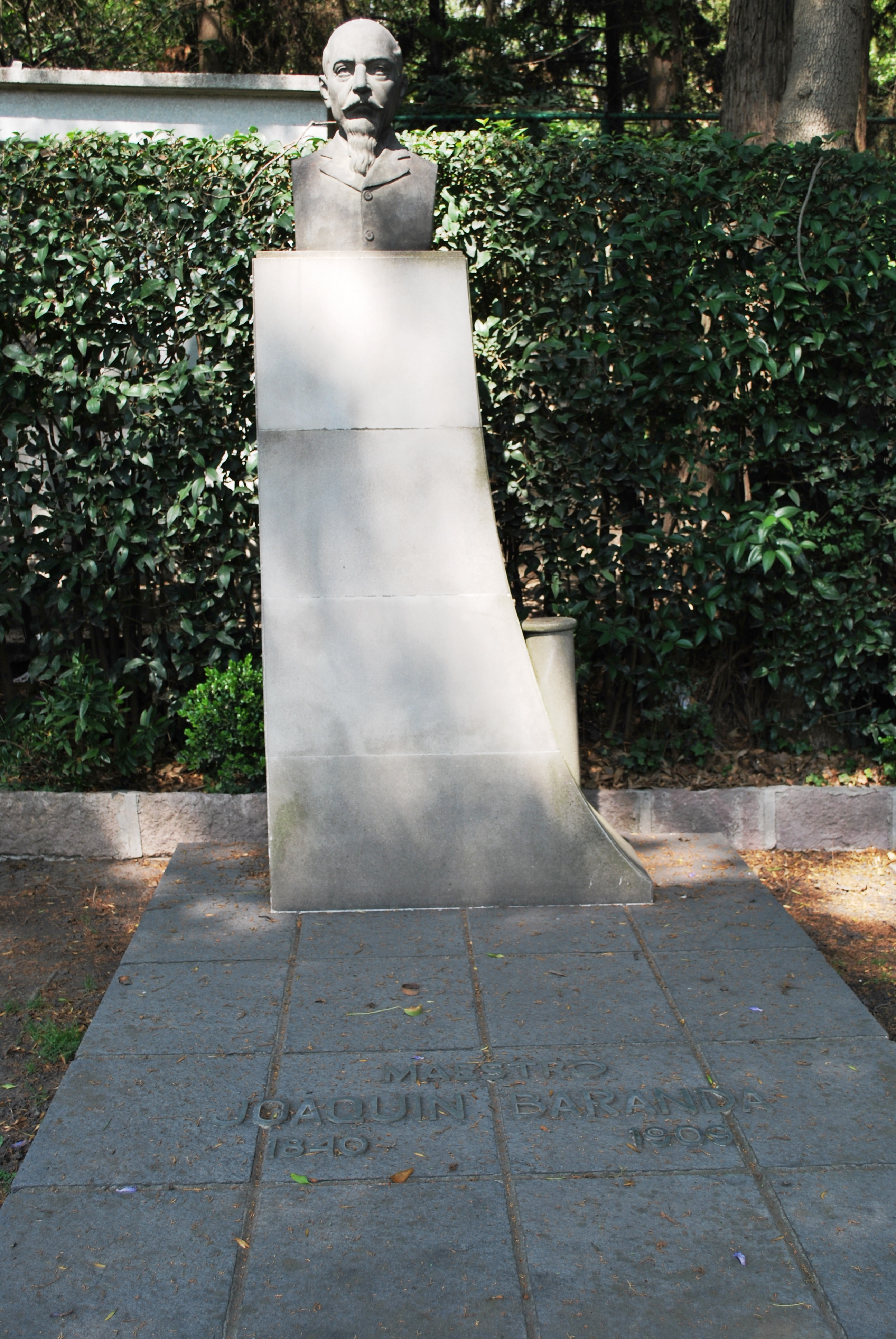
Sepulcro de Joaquín Baranda y Quijano en la rotonda de personas ilustres en Ciudad de México.

En esta famosa obra recoge Joaquín Baranda buena parte de la historia campechana enmarcada en la historia nacional de México. Sobre el inicio del movimiento que llevaría a la creación del Estado de Campeche el año de 1862, nos dice:

Entre la una y las dos de la madrugada del día 7 de agosto de 1857, mientras la ciudad dormía; don Leandro Domínguez, al frente de un grupo de patriotas, gente del pueblo y mal armados, ocultos en el Toril, corral situado en la Parada, y casas próximas, tomaron la Maestranza y se apoderaron de ella. En este ataque sorpresivo, don Leandro Domínguez dispara su trabuco y hiere a don Matías Vera, comandante de la artillería apostada en el edificio. El pueblo enardecido ocupó la Maestranza e instantes después, invadieron el Baluarte de Santiago. Posteriormente, los insurgentes campechanos asaltaron el Baluarte de la Soledad, para apoderarse del centro de la plaza y hacerse de más armamento... surge nuevamente, la vieja idea de crear dos estados independientes en la Península de Yucatán. Y dispusieron todas las capacidades intelectuales y militares más destacadas de Campeche, al servicio de esta noble causa... La revolución liberal del Campeche, fue encarnada por hombres que no tenían conocimiento profesional de las armas, pero estaban dispuestos a luchar con denuedo para hacer valer sus ideales y hacer respetar sus derechos, aun cuando existían altas probabilidades de ser vencidos y escasas esperanzas de vencer.
Joaquín Baranda